# Lista de senhores de Souto d'el-Rei
Este anexo é composto por uma lista de Senhores do Souto d' El-Rei, localidade que corresponde à actual Vila Nova de Souto d'El-Rei, freguesia portuguesa do concelho de Lamego. Foi doado pelo rei D. Afonso V de Portugal com obrigação de dar duas cargas de lenha cada dia aos frades Capuchos do Convento de Santa Cruz de Lamego:
- Lourenço Rodrigues de Carvalho (Pelo casamento)
- Afonso Lourenço de Carvalho
- António de Sousa Coutinho (1540 -?)
- João de Almada e Melo, 3º senhor do Morgado dos Olivais (1570 -?)
- João de Almada e Melo, senhor de Souto d' El-Rei (1640 -?)
- António José de Almada de Melo, senhor de Souto d' El-Rei (1680 -?)
- D. João de Almada de Melo, senhor de Souto d' El-Rei (1715 -?)